# 삼성초등학교 유천분교
삼성초등학교 유천분교는 대한민국 경상남도 사천시 사남면 유천리 162-2에 있었던 공립 초등학교이다.

## 역사
- 1970년 3월 1일 삼성국민학교 유천분교장 개교(설립인가 2월 2일)
- 1996년 3월 1일 명칭 변경(삼성초등학교 유천분교)
- 1999년 9월 1일 폐교